# LXXXXI Korpus Armijny (III Rzesza)
LXXXXI Korpus Armijny (niem. LXXXXI. Armeekorps) – jeden z niemieckich korpusów armijnych, z okresu II wojny światowej.  
Utworzony 7 sierpnia 1944 roku przez OB Süd-Ost. Stacjonował kolejno w okupowanej Grecji, Jugosławii i Austrii. W 1945 roku walczył przeciw Armii Czerwonej i wojskom bułgarskim. Skapitulował w maju 1945 roku w Austrii (Styria).

## Dowódcy korpusu
- gen. por. Ulrich Kleemann (18.09.1944 - 9.10.1944)
- gen. Werner von Erdmannsdorff (9.10.1944 - do kapitulacji[2]

## Struktura organizacyjna
Skład 19 lutego 1945 roku 
- 297 Dywizja Piechoty
- 104 Dywizja Strzelców
- 7 Ochotnicza Dywizja Górska SS „Prinz Eugen”
- 11 Dywizja Polowa Luftwaffe
- 967 Brygada Forteczna